# Henry de Bruchard
Henry de Bruchard, né le 8 décembre 1876 à Uzerche et mort le 6 février 1915 à Paris, est un journaliste et écrivain français.

## Biographie
Né à Uzerche le 8 décembre 1876, Henry-Louis-Charles-Jean-Marie de Bruchard est le fils de Marie-Corinne Lejeune (1839-1915) et de Charles-Martial de Bruchard (1816-1891), colonel en retraite et commandeur de la Légion d'honneur. Ce dernier et ses frères, généraux, se sont notamment illustrés au combat lors de la conquête de l'Algérie sous la monarchie de Juillet.
Étudiant au Quartier latin dans la seconde moitié des années 1890, Henry de Bruchard collabore au Mercure de France et se mêle aux milieux intellectuels. Il s'engage dans le camp dreyfusard, non seulement en signant des pétitions en faveur de Zola, du colonel Picquart puis de la révision du procès d'Alfred Dreyfus, mais également en prenant part aux manifestations et en se battant en duel. En février 1898, en marge du procès Zola, il vient ainsi en aide à Yves Guyot quand celui-ci est agressé par une bande d'antisémites menée par Jules Guérin. Le 20 juillet suivant, De Bruchard affronte Guérin en duel. Le jeune journaliste adhère à la Ligue des droits de l'homme dès sa fondation.
Collaborateur de plusieurs journaux et revues, dont le Mercure de France, La Presse, L'Aurore et le Gil Blas, Henry de Bruchard publie en octobre 1900 son premier roman, La Fausse gloire (Paris, Stock), une étude de mœurs politiques qui est plutôt bien accueillie par la critique. Il écrit ensuite pour L'Événement.
Le 1er juillet 1907, Henry de Bruchard épouse sa cousine Rose-Thérèse Chaverebière de Sal, fille du sénateur Léonce de Sal, mort deux mois plus tôt. L'un des témoins est Maurice Barrès, ami d'Henry.
Henry de Bruchard fait partie des dreyfusards opposés à la reprise de l'affaire, voulue notamment par Joseph Reinach. En 1901, désabusé, il écrit qu'il n'a pas varié sur le cas de Dreyfus et que son « écœurement n'est dû qu'aux intrigues et aux caractères des politiqueurs de l'Affaire ». Toutefois, la publication en 1910 par Daniel Halévy de Apologie pour notre passé amène un revirement de sa position. Il se rapproche alors des antidreyfusards, en collaborant notamment à L'Intransigeant d'Henri Rochefort et à la Revue critique des idées et des livres de Jean Rivain. Il adhère avant 1909 à l'Action française et collabore activement au journal et aux conférences du mouvement royaliste maurrassien. Il préside notamment des sections parisiennes de la Ligue d'Action française.
Entre 1911 et 1913, il dirige à Toulouse le Midi royaliste, un hebdomadaire maurrassien. Reniant définitivement son ancien engagement dreyfusard, il rédige en 1912 les Petits mémoires du temps de la Ligue (1896-1901), salués par Barrès dans L'Écho de Paris.
Engagé volontaire au début de la Première Guerre mondiale, au 126e régiment d'infanterie à Brive, il est bientôt réformé en raison d'une maladie cardiaque,. Le 6 février 1915, alors qu'il passe par la rue Linois, à Paris, il s'affaisse et meurt. Son corps est transporté dans sa ville natale, où il est inhumé, au cimetière de Sainte-Eulalie, le 11 février. Son épitaphe fut écrite par le poëte Paul-Jean Toulet,,.

## Œuvres
- La Fausse gloire, roman contemporain, Paris, Stock, 1900.
- La France au soleil, notes sur l'Algérie, Paris, Sansot, 1908 (consultable en ligne sur l'Internet Archive).
- Les Chroniques du Moghreb, études algériennes, Paris, Nouvelle librairie nationale, 1909.
- Petits mémoires du temps de la Ligue (1896-1901), Paris, Nouvelle librairie nationale, 1912.